# Kristo Frashëri
Kristo Frashëri (ur. 17 grudnia 1920 w Stambule, zm. 31 stycznia 2016 w Tiranie) – albański historyk.

## Życiorys
Syn Anastasa Frashëriego i Evdoksji Tole. W 1927 wraz z rodziną przeniósł się do Albanii. W 1940 ukończył gimnazjum w Tiranie i rozpoczął studia na Wydziale Nauk Ekonomicznych uniwersytetu we Florencji, ale rok później przerwał studia. Od 1940 związany z ruchem komunistycznym, początkowo jako działacz tzw. grupy młodzieżowej, a od 1942 Komunistycznej Partii Albanii. W 1942 uwięziony przez władze okupacyjne. Od 1943 walczył w oddziale partyzanckim w rejonie Pezë, a następnie w XXIII Brygadzie Armii Narodowowyzwoleńczej. 
W latach 1945–1952 pracował w banku. W 1955 dokończył studia na Fakultecie Historycznym w Tiranie. Od 1957 pracował na Wydziale Filozoficzno-Historycznym Uniwersytetu Tirańskiego. Po kilkuletnim "zesłaniu na reedukację", (w tym czasie uczył w szkole podstawowej w Përmecie), w 1970 powrócił na uniwersytet, gdzie pracował do przejścia na emeryturę w 1990. W 1997 wybrany wiceprzewodniczącym Albańskiej Akademii Nauk, funkcję tę pełnił do 1999. W okresie dyktatury komunistycznej jeden z najbardziej płodnych historyków albańskich. Autor kluczowych dla albańskiej historiografii opracowań poświęconych Lidze Prizreńskiej, historii Tirany, a także początkom albańskiego ruchu komunistycznego. W 2014 wydał wspomnienia pt. Jeta e nje historiani (Życie pewnego historyka).
W 1994 został wybrany przewodniczącym albańskiej filii Komitetu Helsińskiego. Odznaczony Orderem Naima Frashëriego 1 kl. W 2007 z rąk prezydenta Albanii Bamira Topiego otrzymał order Nderi i Kombit (Honor Narodu). W 2014 wyróżniony tytułem Honorowego Obywatela Wlory.
Był żonaty, miał syna.

## Wybrane dzieła
- 1964: History of Albania: a brief survey
- 1978: Tre vëllezer pishtare
- 1979: Lidhja shqiptare e Prizrenit 1878-1881 (Liga albańska Prizrenu 1878-1881)
- 1984: Abdyl Frashëri : 1839-1892
- 2002: Gjergj Kastrioti Skënderbeu. Jeta dhe vepra (Gjergj Kastriota Skanderbeg. Życie i dzieła)
- 2004: Historia e Tiranës (Historia Tirany)
- 2005: Burimet historike shqiptare të shek.XV për Skënderbeun (në origjinal dhe në përkthim shqip)
- 2005: Hasan Reçi : 1904-1948 : monografi
- 2005: Himara dhe përkatësia etnike e banorëve të saj (Himara i pochodzenie etniczne jej mieszkańców)
- 2006: Historia e lëvizjes së majtë në Shqipëri (Historia ruchu lewicowego w Albanii)
- 2006: Identiteti kombëtar i shqiptarëve (Tożsamość narodowa Albańczyków)
- 2006: Historiografia shqiptare në tranzicion (Historiografia albańska w okresie transformacji)
- 2008: Shpallja e pavarësisë së Shqipërisë, 28 nëntor 1912 (Proklamacja niepodległości Albanii, 28 listopada 1912);
- 2008: Historia e qytetërimit shqiptar (Historia cywilizacji albańskiej)
- 2011: Monedha, krediti dhe banka në Shqipëri gjatë shekujve : (vështrim i shkurtër): me një shtojcë dokumentare (Waluta, kredyt i banki w Albanii na przestrzeni wieków)
- 2012: Historia e Dibrës : që nga lashtësia deri në mars 1939 (Historia Dibry: od czasów antycznych do marca 1939)
- 2013: Etnogjeneza e shqiptarëve : vështrim historik (Etnogeneza Albańczyków: zarys historyczny)
- 2015: Shqipëria në Konferencën e Paqes : Paris 1946 (Albania na Konferencji Pokojowej: Paryż 1946)
- 2015: Historia e Çamërisë : (vështrim historik)